# Nicolas Mostaert
Nicolas Mostaert ook wel Niccolò Fiammingo, Niccolò Pipì of Niccolò d'Arras (Atrecht, ca. 1530 - Rome, ca. 1604) was een Zuid-Nederlands beeldenkunstenaar, die vooral actief was te Rome.
Hij zou vanaf 1568 in Rome nabij de Trevifontein hebben gewoond. Hier werkte hij samen met Gillis van den Vliete.

## Belangrijke werken[2]
- Aartsbasiliek Sint-Jan van Lateranen - beeldhouwwerk Melchisedec
- Basiliek van Santa Maria Maggiore - 10 reliëfs uit het leven van paus Sixtus V en paus Pius V (samen met Gillis van den Vliete)
- Vaticaanse Musea - ivoren reliëf van de Kruisafneming (ca. 1579)[3]